# 阿科馬鎮區 (明尼蘇達州麥克萊德縣)
阿科馬鎮區（英語：Acoma Township）是位於美國明尼蘇達州麥克萊德縣的一個行政鎮區。

## 地方資料
阿科馬鎮區的面積為90.11平方千米，當中陸地面積為81.56平方千米，而水域面積為8.55平方千米。根據2020年美國人口普查的數據，當地共有人口1130人，而人口密度為每平方千米12.54人。